# Freeplane
Freeplane est un logiciel libre qui permet de créer des cartes heuristiques (ou Mind Map), diagrammes représentant les connexions sémantiques entre différentes idées. Il est écrit en langage Java et est disponible pour les plates-formes Windows, GNU/Linux et Mac OS. Une version portable pour Windows est disponible. Freeplane est distribué sous licence GNU GPL.
Le logiciel est intégré à la liste des logiciels libres préconisés par l’État français dans le cadre de la modernisation globale de ses systèmes d’informations (S.I.) .
En juillet 2009, Freeplane a été lancé à la suite d'un fork de FreeMind. Moins d'un an plus tard (le 26 juin 2010 exactement) sort Freeplane 1.1.0 la première version stable qui, tout en conservant la compatibilité avec le format FreeMind, s'enrichit de nouvelles fonctionnalités. En 2011, les statistiques de SourceForge.net montrent que Freeplane est téléchargé plus de 500 fois quotidiennement en moyenne et qu'un quart des utilisateurs est français,.

## Fonctionnalités et comparaison avec FreeMind
Outre le mind mapping, voici les principales fonctions de Freeplane.
- Des fonctions qui existaient déjà dans FreeMind, notamment :
  - les nœuds peuvent contenir des textes (avec ou sans mise en forme) ; des icônes ; des images ; des liens hypertextes vers des pages web, vers des fichiers locaux ou des fichiers partagés sur un réseau ; des accès à openMaps (plan géographique interactif)
  - nuages autour des branches ;
  - mise en forme automatique ;
  - vérification orthographique multilingue ;
  - recherche dans les branches ;
  - définition d'attributs affectables à chaque nœud ; puis possibilité de filtrer la carte selon un ou plusieurs attributs ;
  - gestion du temps ;
  - export aux formats html, xhtml, Applets java, Flash, pdf (liens inactifs), svg, png, jpg, odt (sectionnement) ;
  - exportation vers ToDoList, logiciel libre et gratuit de gestion de temps et de projet.
- De nouvelles fonctions, absentes de FreeMind :
  - formules mathématiques (code LaTeX) dans le libellé des nœuds ;
  - coller du html en tant que série de nœuds ;
  - rechercher/remplacer dans toutes les cartes ;
  - export aux formats LaTeX (classeur, document, Beamer, Input), Mediawiki, opml, ;
  - version portable fonctionnant à partir d'une clé USB ;
  - traitements automatiques grâce aux scripts Groovy.

## Les bases
Des raccourcis clavier permettent d'effectuer les opérations les plus courantes :
- La touche Inser crée un nœud (à partir du nœud central appelé "nœud racine") ;
- La touche Entrée crée un nœud de même niveau que le nœud courant (appelé "nœud frère"), en-dessous (ou au-dessus si Maj + Entrée) ;
- La touche Suppr supprime les nœuds sélectionnés ;
- La fonction glisser/déposer avec la souris permet de réorganiser très facilement les nœuds ou branches au sein de la carte, comme les touches Ctrl + flèches pour déplacer le nœud sélectionné.

## Les extensions
Freeplane est extensible par des add-ons.
Exemples d'extensions disponibles :
- support à la mise en œuvre de la méthode GTD[10] (Getting things done) ;
- jeux d'icône supplémentaires ;
- aide aux révisions ;
- gestion des versions des mindmaps ;
- travail collaboratif sur les mindmaps[11]. (le travail collaboratif est un des éléments présent dans FreeMind mais absent de la version "sans extension" de FreePlane)[12].

La simplicité du langage Groovy permet aux personnes avec un peu de compétences en développement d'en ajouter de nouvelles.